# Alter Ego (chanson)
Pour les articles homonymes, voir Alter ego (homonymie).
Pistes de Comme un accord
Changer d'avis Alta gracia
Alter Ego est une chanson de Jean-Louis Aubert, quatrième piste de son cinquième album solo Comme un accord sorti le 27 novembre 2001.
Cette chanson a été écrite en hommage à Olive, pseudonyme d'Olivier Caudron, ami d'enfance de Jean-Louis Aubert, auteur-compositeur-interprète et guitariste de rock français, né à Londres le 4 décembre 1955 et décédé à Paris le 17 janvier 2006.
La chanson est devenue un hit emblématique et propulse l'album dans le top 10 des charts en France.
En 2008, la chanson est réenregistrée en acoustique pour apparaitre d'abord en bande sonore du film Il y a longtemps que je t'aime et sur l'album Premières Prises.